# Estrambótica Anastasia
Estrambótica Anastasia es una telenovela venezolana producida y transmitida por la cadena RCTV en el año 2004. Original del escritor Martín Hahn. 
Está protagonizada por Norkys Batista y Juan Pablo Raba y con las participaciones antagónicas de Saúl Marín, Manuel Salazar, Kiara y Miguel Augusto Rodríguez. Cuenta además con las actuaciones estelares de Hilda Abrahamz, Dad Dáger, Luciano D'Alessandro, Dora Mazzone, Flavio Caballero, y los primeros actores Gustavo Rodríguez y Mayra Alejandra.

## Sinopsis
La riqueza, el poder y la ambición rodean la vida de Anastasia Valbuena de Borofsky, una mujer que deberá luchar contra fuertes enemigos para salvar su vida y su felicidad. La joyería de la familia Borofsky debe su éxito a la «Estrambótica Anastasia», cuya imagen es admirada por todos. Anastasia tiene dos hermanas, Alexandra, una dulce chica sorda, y Catalina, impulsiva y apasionada. Pero estas hermanas no son comunes, son trillizas, y confundirán a todos cambiando sus identidades.
A pesar de su éxito y su belleza, Anastasia no está satisfecha ni feliz con su vida. Está casada con Ovidio Borosfky Samaniego y tiene una hija hermosa, pero no es hasta que conoce a Aureliano Paz, un hombre guapo y encantador que la cautiva, que Anastasia comienza realmente a sentir algo por él. Hace mucho tiempo, Aureliano fue acusado injustamente por su padre biológico, don Toño Borosfky, de robar «La Cruz de los sueños», una joya maldita cuyo valor asciende a millones de dólares y que perteneció a la zarina Catalina II de Rusia y después a Helena de Borosfky, la esposa de don Toño.
Debido al desgaste del matrimonio de Anastasia, entre ella y Aureliano comienza a nacer y manifestarse un amor prohibido. Asediada, Anastasia decide escapar mientras se desarrolla un siniestro plan urdido entre otros miembros de la familia, pues Bromelia Castellanos de Borosfky, la nuera de don Toño, pretende destruirla culpándola del robo de «La Cruz de los sueños». Así será como Anastasia deberá enfrentar tragedias, riesgos, amenazas y toda la maldad posible inspirada en la ambición y la sed de poder, para desenmascarar a sus enemigos, salvarse de la muerte y volver a amar.

## Elenco
- Norkys Batista - Anastasia Valbuena de Borosfky / Alexandra Valbuena de Borosfky / Catalina Valbuena
- Juan Pablo Raba - Aureliano Paz / Aureliano Borosfky Paz
- Mayra Alejandra (†) - Yolanda Paz de Borosfky
- Gustavo Rodríguez (†) - Antonio Evaristo Borosfky «Don Toño»
- Dad Dáger - Violeta Carmen Silva Paredes
- Saúl Marín - Ovidio Borosfky Samaniego
- Hilda Abrahamz - Constanza Borosfky Avellaneda
- Flavio Caballero - Aquiles Borosfky Avellaneda
- Dora Mazzone - Agripina Samaniego de Borosfky +
- Manuel Salazar - Teobaldo Borosfky Avellaneda
- Kiara - Bromelia Castellanos de Borosfky
- Luciano D' Alessandro - Santiago Borosfky Samaniego
- Crisol Carabal - Lourdes Gregoria Borosfky Avellaneda «Goyita»
- Iván Tamayo - Manuel Ricardo Colón «El Maco»
- Marianela González - María Gracia Borosfky Castellanos +
- Yoletty Cabrera - Pía Borosfky Avellaneda
- Rodolfo Renwick - Mateo Fuentes +
- Gabriela Santeliz - Demetria Cruz +
- Prakriti Maduro - Clementina Bécquer Borosfky +
- Carlos Felipe Álvarez - Nicolás Álvarez Borosfky
- Kareliz Ollarves - Emilia Margarita Bécquer Borosfky
- Miguel Augusto Rodríguez - León Antonio Borosfky Castellanos +
- Freddy Aquino - José Ortiz «Joseíto»
- Daniela Navarro - Yadira Paz
- Susana Kolster - Claudia Borosfky Valbuena (niña)
- Javier Vidal - Kraus +
- Carlos Márquez (†) - Valentino Alfonso +
- Miguel Ángel Landa - Facundo Paz
- Antonio Cuevas - Padre Juan
- Virginia Urdaneta - Mercedes Paredes de Silva
- María José Martínez - Lucía Helena Fuentes
- Gustavo Camacho - Fotógrafo Padilla +
- Ileana Alomá - Sor Berta
- Kristin Pardo - Rosa Pan
- José Ángel Urdaneta - Comisario Cubillan +
- Leonardo Luttinger - Lázaro Blanco
- Samuel González - Inspector González
- Ligia Petit - Kitty Teo +
- Alejandro Otero - Modelo de comercial
- Chenoa - Ella misma
- Manuel Villalba - Modista Onix +
- José Mantilla - Mafioso El Padrino
- Catherina Cardozo - Dra. Marlene Lobo
- Israel Báez - Eduardito
- Yolanda Muñoz - Negra
- Yesenia Cuan - Yubi
- César D' La Torre - Leandro
- Roberto Colmenares - Boris Montero +
- Rossana Termini - Agente Valecillos
- Miguel Gutiérrez - (participación especial)
- Anabell Picca - Doble de Riesgo y Actriz
- Samar Abou Satman
- Juan Carlos Campos
- César Suárez
- Edgar Gómez - Amigo de Pía
- María Medina - Bruja Esther
- Freddy Salazar - Padre
- Rosario Prieto - Jueza Paula
- Willian Goite - Doctor

## Temas musicales
- En tu cruz me clavaste, de Chenoa (tema principal)
- Eso, de Axel (cantante) (tema de Anastasia y Aureliano)
- Luz, de Miguel Nández (tema de Violeta y Santiago)
- Sabrá, de José Alfonso Quiñones (tema de Goyita y Maco)
- Jugando lento, de José Alfonso Quiñones (tema de Agripina y Aquiles)

## Producción
- Historia Original: Martín Hahn
- Edición: Ray Suárez
- Escenografía: Mario Rinaldi
- Dirección de Arte: Tania Pérez
- Sonido: Franklin Ostos
- Dirección General: José Alcalde
- Musicalización: Rómulo Gallegos
- Coordinador: Willkeman Sánchez
- Producción General: Mileyba Álvarez
- Producción de Exteriores: Ender Faría
- Música Incidental: Armando Mosquera
- Producción Ejecutiva: Jhony Pulido Mora
- Diseño de vestuario: María Alejandra Morillo
- Promociones: Dafne Pereira y Antonio Sosa
- Producida por: Radio Caracas Televisión C.A.
- Dirección de Exteriores: José Manuel Carvajal
- Dirección de Fotografía: José Rojas, Domingo Fuentes
- Titular de Derechos de Autor de la obra original: Radio Caracas Televisión (RCTV) C.A.
- Libretos de: Martín Hahn, Neyda Padilla, Daniel González, Verónica Álvarez, Karín Valecillos, Freddy Goncalves
- Vicepresidente de Dramáticos, Humor y Variedades RCTV Radio Caracas Televisión C.A.: José Simón Escalona

- Datos: Q1248724